# Теолес (Ошская область)
Теолес (кирг. Төөлөс) — село в Узгенском районе Ошской области Кыргызстана. Входит в состав Ден-Булакского аильного округа. Код СОАТЕ — 41706  255 817 09 0

## Население
По данным переписи 2023 года, в селе проживало 901 человек.